# Туржанская, Евгения Павловна
Туржанская Евгения Павловна (урожденная  Алферьева,  псевдоним Евгения де Турже-Туржанская; 03.09.1866 – 1932, Москва) - писательница, журналистка. 

## Биография
В Смоленск приехала в  начале  1900-х  гг.  с  мужем А.А. Туржанским,  назначенным  помощником  начальника  Смоленского почтово-телеграфного округа.
В 1902-1910 гг. в Смоленске  и  Москве печатались её брошюры, сборники очерков,  рассказов,  сказок  для взрослых. В 1910-1911 годах Туржанская издавала в Смоленске детский иллюстрированный журнал "Родная Русь", в котором помещала свои произведения.
Творчество Туржанской реалистично, отличается ярко выраженным демократизмом. Свои сочинения и журнал посылала  Л.Н. Толстому,  писала ему письма.
После смерти мужа уехала из Смоленска. Некоторое время редактировала литературный отдел журнала  "Почтово-телеграфный вестник" в Петрограде.

## Труды
Рассказы и очерки. – Смоленск, 1905;
Царевна Мечта, Труд и Капиталл. Сказка для взрослых. – Смоленск, 1905;
Наша  бюрократия и пролетариат. – Смоленск, 1906;
Современное положение женского и рабочего вопроса (в связи с  народным  образованием).–  Смоленск, 1906;
Искреннее слово к русскому народу! – Смоленск,  1906;
Бесправные: Очерки и рассказы.- Смоленск, 1907;
Сказки и  рассказы. – Смоленск, 1908; Отверженный. Рассказ. – Смоленск, 1910;
Родная Русь: Сказки, рассказы и пьесы: Сполохи. – Кн. 5. – М., 1909 и др.